# Dédiabolisation du Front national

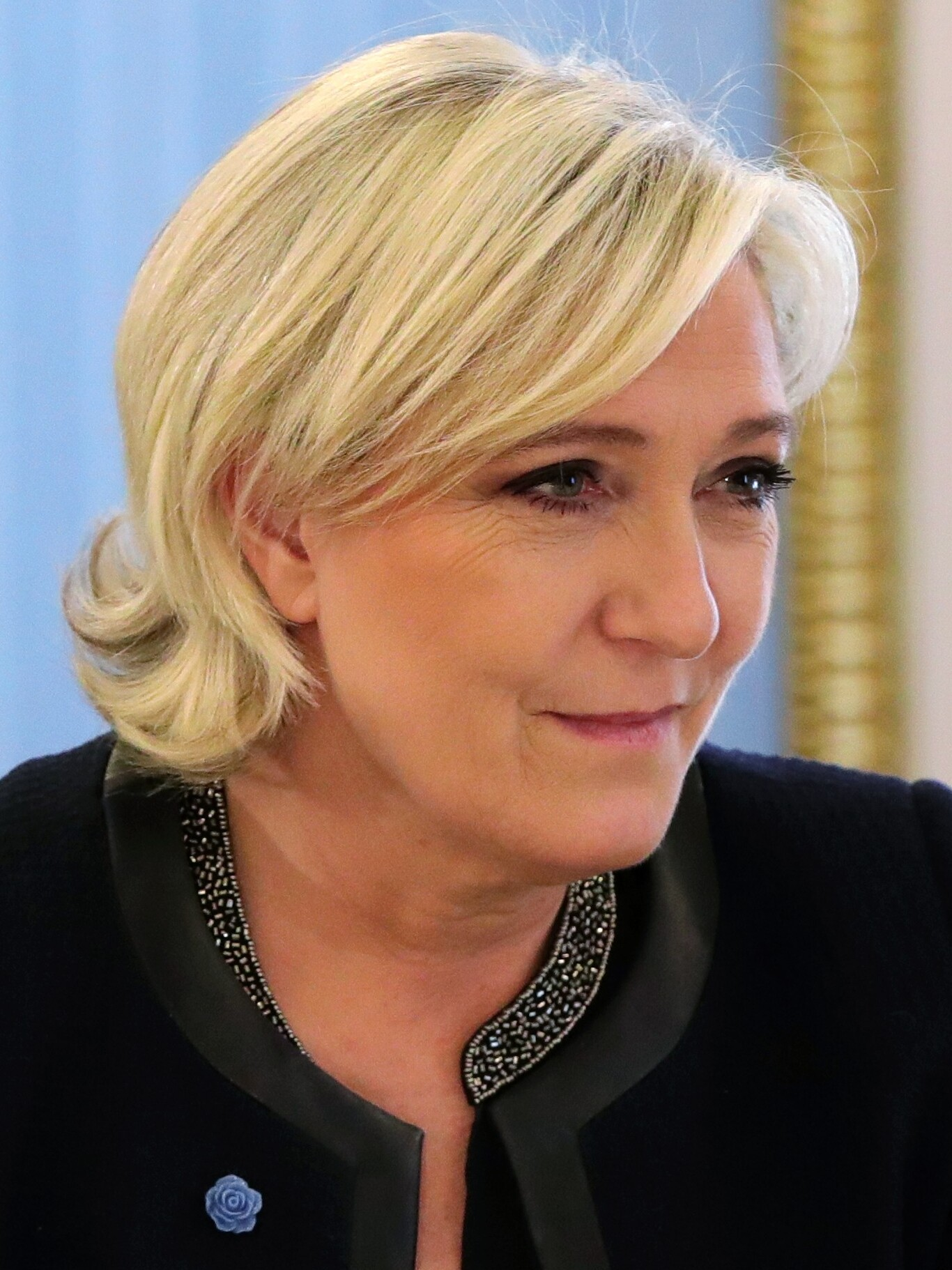
Marine Le Pen, présidente du Front national (aujourd'hui Rassemblement national), en 2017.

La « dédiabolisation du Front national » (ou « dédiabolisation du Rassemblement national » depuis 2018) est une expression de rhétorique politique formée à la fin des années 1980 par les responsables du parti politique français Front national en réponse aux critiques « disqualifiantes » et « diabolisantes » dont le parti ferait alors l'objet. Bien que considérablement médiatisée et renforcée par Marine Le Pen depuis son élection à la tête du parti en 2011, la stratégie de « dédiabolisation » n’est pas une nouveauté, elle s’inscrit dans la continuité d’actions passées et de discours modérés visant à afficher une façade de respectabilité. Afin de donner aux membres du parti et à son programme une image s'éloignant de l'extrême droite, et d'être plus acceptable aux yeux des électeurs, Marine Le Pen s'inscrit contre les propos polémiques antisémites, racistes et négationnistes de son père Jean-Marie Le Pen, fondateur du mouvement.

## Histoire
Dans Le Monde du 2 septembre 1989, le terme apparaît pour la première fois dans un article sur le Front national qui, lors de son université d'été, a décidé d'entreprendre sa « dédiabolisation ». Le terme est construit à partir de celui de « diabolisation » qui est également un néologisme.
Pour les universitaires Alexandre Dézé et Valérie Igounet, la notion elle-même, sans avoir toujours été dénommée ainsi, serait « consubstantielle » au FN : le premier souligne que « la création de l'organisation frontiste en 1972 procède de l'adoption même de cette stratégie — même si le terme n'existe pas encore. Le FN fut en effet fondé par les responsables du mouvement nationaliste-révolutionnaire Ordre nouveau dans le but de se constituer une façade politique légaliste et de participer aux élections législatives de 1973 ». Valérie Igounet précise que « dès son apparition, ce qui n'est encore qu'un groupuscule tente de s’affranchir de la dénomination d’extrême droite et de son lien avec l'organisation néo-fasciste Ordre nouveau ».
Valérie Igounet considère que cette démarche « se concrétise réellement aux lendemains des régionales du printemps 1992 », par le biais d'« une note interne — méconnue — rédigée à la suite d'une réunion de travail du cercle mégrétiste (17 avril 1992) ». Celle-ci dresse comme objectif d'acquérir une image « moins péjorative et plus nationaliste ».
Selon Jean-Yves Camus et Nicolas Lebourg, spécialistes de l'extrême droite, c'est « après les manifestations-fleuves appelant à la défense de la République contre la « menace » de la présence de Jean-Marie Le Pen au second tour de l'élection présidentielle de 2002 [que] les cadres entourant Marine Le Pen (Louis Aliot, Marie-Christine Arnautu, etc.) sont convaincus que le parti doit engager une stratégie connue sous le nom de « dédiabolisation » : évacuation de l'antisémitisme, de l'antisionisme, du racialisme, évacuation ou soumission des radicaux présents dans le parti à la ligne définie, soumission ou évacuation des militants nationaux-catholiques afin de « déringardiser » et « déconfessionnaliser » le FN, offre politique plus sociale, accentuation des propositions de République référendaire afin de contrer l'accusation de fascisme ». Les deux universitaires citent le passage d'Alain Soral au FN comme l'un des « ratés » de cette stratégie. Marine Le Pen esquisse les traits de sa stratégie de dédiabolisation dans son ouvrage À contre flots, rédigé en 2006.
Louis Aliot, vice-président du FN, affirme : « La dédiabolisation ne porte que sur l’antisémitisme. En distribuant des tracts dans la rue, le seul plafond de verre que je voyais, ce n’était pas l’immigration, ni l’islam… D’autres sont pires que nous sur ces sujets-là. C’est l’antisémitisme qui empêche les gens de voter pour nous. Il n’y a que cela… À partir du moment où vous faites sauter ce verrou idéologique, vous libérez le reste [...] ».
Le terme de dédiabolisation est apparu parmi les 150 nouveaux mots proposés par Le Larousse au printemps 2016. Valérie Igounet relève en 2015 que « depuis quelques années », ce mot est régulièrement associé au FN. 
En août 2015, peu avant son exclusion du FN, Jean-Marie Le Pen indique avoir « toujours dit que la dédiabolisation était un leurre, puisque ce sont nos adversaires qui nous diabolisent ».
Pour le politiste Alexandre Dézé, « La dédiabolisation fait partie du répertoire stratégique ordinaire du parti et plus largement de tout parti. [...] Ce travail n'a jamais vraiment cessé au FN depuis sa création, avec des phases d'intensification, comme à partir de la fin des années 1980, au moment où Bruno Mégret devient délégué général, ou depuis que Marine Le Pen a pris la tête du parti ». Le FN de Marine Le Pen se présente « sous les auspices d’un parti apparemment dédiabolisé tout en continuant d’exploiter les fondements radicaux de son identité. »
En 2021, les chercheurs Antoine Bristielle, Tristan Guerra et Max-Valentin Robert proposent un « indice de diabolisation » du FN/RN depuis 2015 grâce aux données de l’institut Ipsos, permettant de « mesurer dans le temps long le rejet de l’opinion publique envers le Front national/Rassemblement national, ses leaders et ses idées ». Ils indiquent que l'indice « a baissé de 9 points en l’espace de cinq ans » — même si le RN « demeure largement rejeté au sein de l’électorat » —, ce qu'il expliquent par « la stratégie de normalisation initiée par Marine Le Pen, laquelle a eu des conséquences manifestes dans l’électorat, comme en témoigne d’ailleurs l’élargissement considérable de sa base électorale depuis le FN moribond de la fin des années 2000 ».
Pour le politologue Benjamin Morel, la mise en place du gouvernement Barnier en septembre 2024 apparait comme une nouvelle étape dans la stratégie de dédiabolisation du parti, aussi appelée « stratégie de la cravate ». Alors que le front républicain a été réactivé aux élections législatives anticipées de juillet 2024 mettant en échec le Rassemblement national dans son objectif d'obtenir une majorité pour gouverner, celui-ci apparait, moins de deux mois plus tard, comme l'arbitre qui a permis la nomination d'un gouvernement alors qu'aucune majorité ne se dégageait de l'Assemblée nationale nouvellement élue.

## Critiques

### Dans le débat public
En 2011, Gaël Sliman, directeur général adjoint de BVA affirme que « l’opération de dédiabolisation et même de normalisation du FN entreprise depuis deux ans fonctionne ». 
SOS Racisme déclarait en février 2012 que « la dédiabolisation du FN n’est qu’une farce à visée médiatique ».
En mars 2013, après vingt-cinq ans au Front national, le conseiller régional d'origine antillaise Stéphane Durbec a quitté le parti en déclarant que la stratégie de dédiabolisation du FN n’était qu’une façade,.
Dans un numéro paru le 4 mars 2015, Charlie Hebdo ironise sur sa une à propos de la dédiabolisation du FN.

### Militants et sympathisants
Après une période d'infiltration de plusieurs mois en 2011 au sein du parti, la journaliste Claire Checcaglini publie en 2012 un ouvrage dans lequel elle expose une dichotomie entre la dédiabolisation annoncée et les discours extrémistes tenus par les membres du parti.
La politologue Nonna Mayer observe que les sondages annuels réalisés par la Commission nationale consultative des droits de l’homme « montrent un décalage certain entre le discours de la présidente du Front national et celui de ses soutiens. Les sympathisants déclarés de son parti se distinguent par un niveau record de rejet de l’Autre, rejet assumé puisque quatre sur cinq se définit comme « raciste ». Alors que Marine Le Pen a fait de l’antisémitisme un tabou, plus d’un sympathisant sur deux a des notes élevées sur une échelle de préjugés anti-juifs. Alors qu’elle prend soin de cibler le « fondamentalisme islamique » et non l’Islam, ses partisans ne font pas la différence. Ils se distinguent des proches de tous les autres partis par leur niveau exceptionnellement élevé d’« islamophobie », au sens de rejet de l’Islam, de ses pratiques, et de ses fidèles. La « dédiabolisation » entreprise par Marine Le Pen n’est pas en phase avec la vision du monde de ses sympathisants. Le « nouveau FN », à cet égard, ressemble encore beaucoup à l’ancien ».
L’universitaire Julien Boyadjian déclarait en décembre 2015 : « Sur Internet, le FN joue double jeu : dédiabolisation et radicalisation ». On observe de plus l'apparition sur internet de militants d'extrême droite pratiquant le trolling en faveur du FN, cette pratique irait à l'encontre du mouvement de dédiabolisation du parti par les positions tranchées qu'ils adoptent contre leurs adversaires politiques. Cependant, cette participation des trolls qui cachent leur militantisme sur les médias sociaux permet de créer des impressions de mouvement populaire en inondant les réseaux sociaux[réf. nécessaire] et ainsi de dédiaboliser ces idées. Cependant il est difficile d'établir un lien direct entre le FN et ces groupes de trolls, laissant supposer des initiatives indépendantes du parti.

### Encadrement et personnalités ralliées

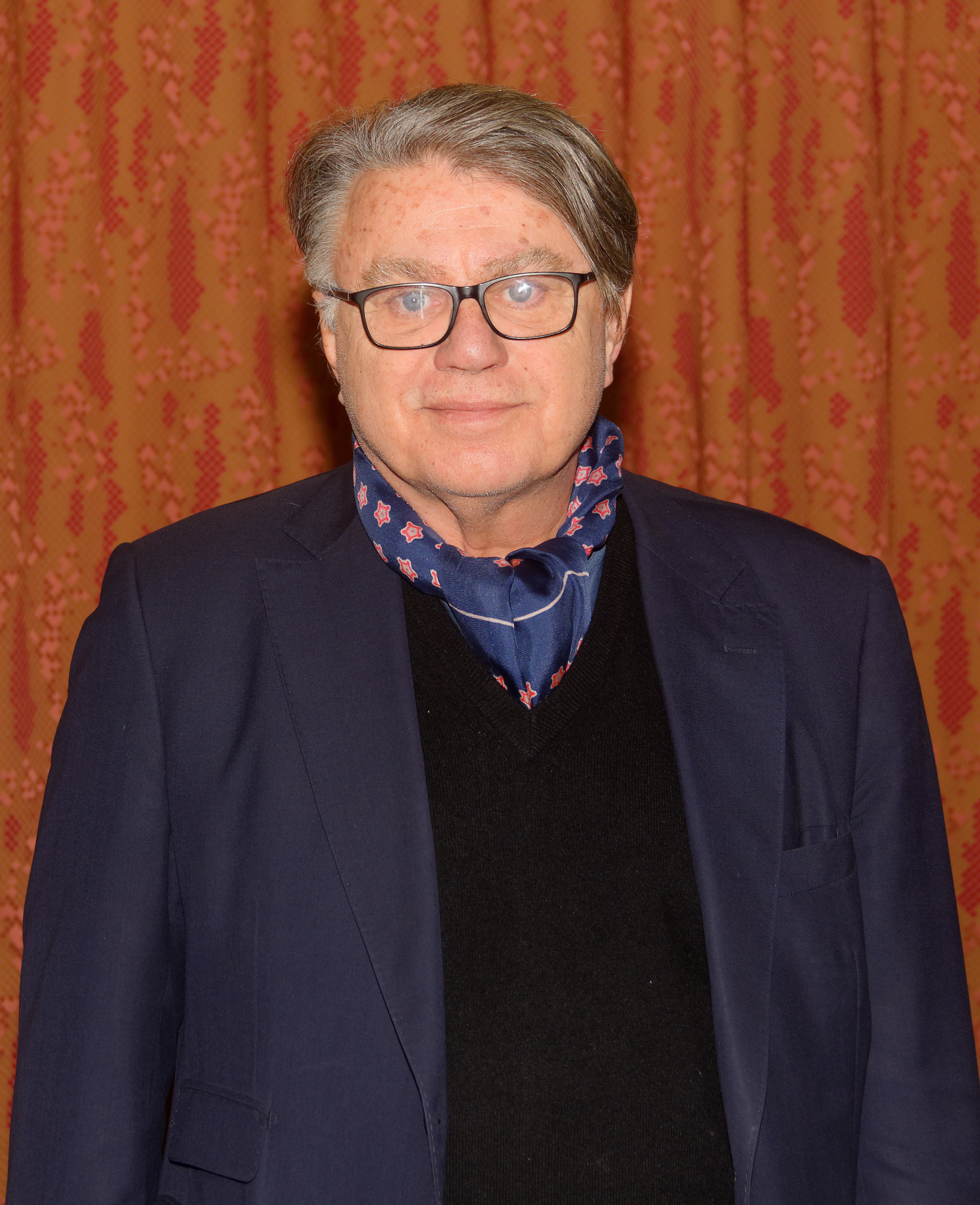
Gilbert Collard en 2018, député européen et ancien député français adhérent au Front national.

Marine Turchi, journaliste à Mediapart, met en doute « la réalité de la "dédiabolisation" de Marine Le Pen » en soulignant sa collaboration avec Frédéric Chatillon et Axel Loustau, anciens responsables du Groupe union défense (GUD) qui « en ont gardé les traditions et le folklore ». Si elle « s'est bien gardée de s'afficher publiquement avec eux », la présidente du FN leur a notamment confié « les manettes des finances de son micro-parti, Jeanne ».
Une fois ralliées, les figures des années 2010 s'inscrivant dans la stratégie de dédiabolisation, telles que Robert Ménard, Gilbert Collard ou Franck de Lapersonne, montrent cependant une propension à paraître plus extrémistes que le FN lui-même, à l'instar de Claude Autant-Lara dans les années 1980. Libération souligne que « les impératifs de la « dédiabolisation » semblent beaucoup mieux intégrés par certains militants à l’arrière-plan radical, tels que les nombreux identitaires ayant pris souche au sein du Front national, formés à la communication par leur mouvement d’origine ».